# نور الدين كشطي
نور الدين كشطي (27 أكتوبر 1956 - 4 يوليو 2010) ناقد ومخرج سينمائي مغربي.

## عنه
من مواليد مدينة بركان سنة 1965، وشارك نور الدين كشطي، في عدد من المهرجانات واللقاءات السينمائية الوطنية والدولية.
وتم اختياره عضوا في لجان تحكيم عدة مهرجانات، منها لجنة تحكيم الصحافة في المهرجان الوطني للسينما في طنجة (1995)، وعضوا في لجنة النقد بالمهرجان الوطني لمراكش (2001)، وعضوا في لجنة التحكيم في المهرجان الدولي لفن الفيديو بالدار البيضاء (2001 و2002). توفي في حادثة سير يوم الأحد 4 يوليو 2010.